# 1997 UK3
1997 UK3 är en asteroid i huvudbältet som upptäcktes den 26 oktober 1997 av den japanska astronomen Takao Kobayashi vid Ōizumi-observatoriet.
Asteroiden har en diameter på ungefär 4 kilometer.